# 鱗蓋鳳尾蕨
鱗蓋鳳尾蕨（學名：Pteris vittata L.），常見於低海拔溫暖潮濕之闊葉林，野外空曠山坡、道路邊坡、水溝或磚牆上皆可發現。

## 辨認特徵

### 根莖
根莖短，直立或斜上生長，密布淡褐色之鱗片，葉叢生於根莖上。

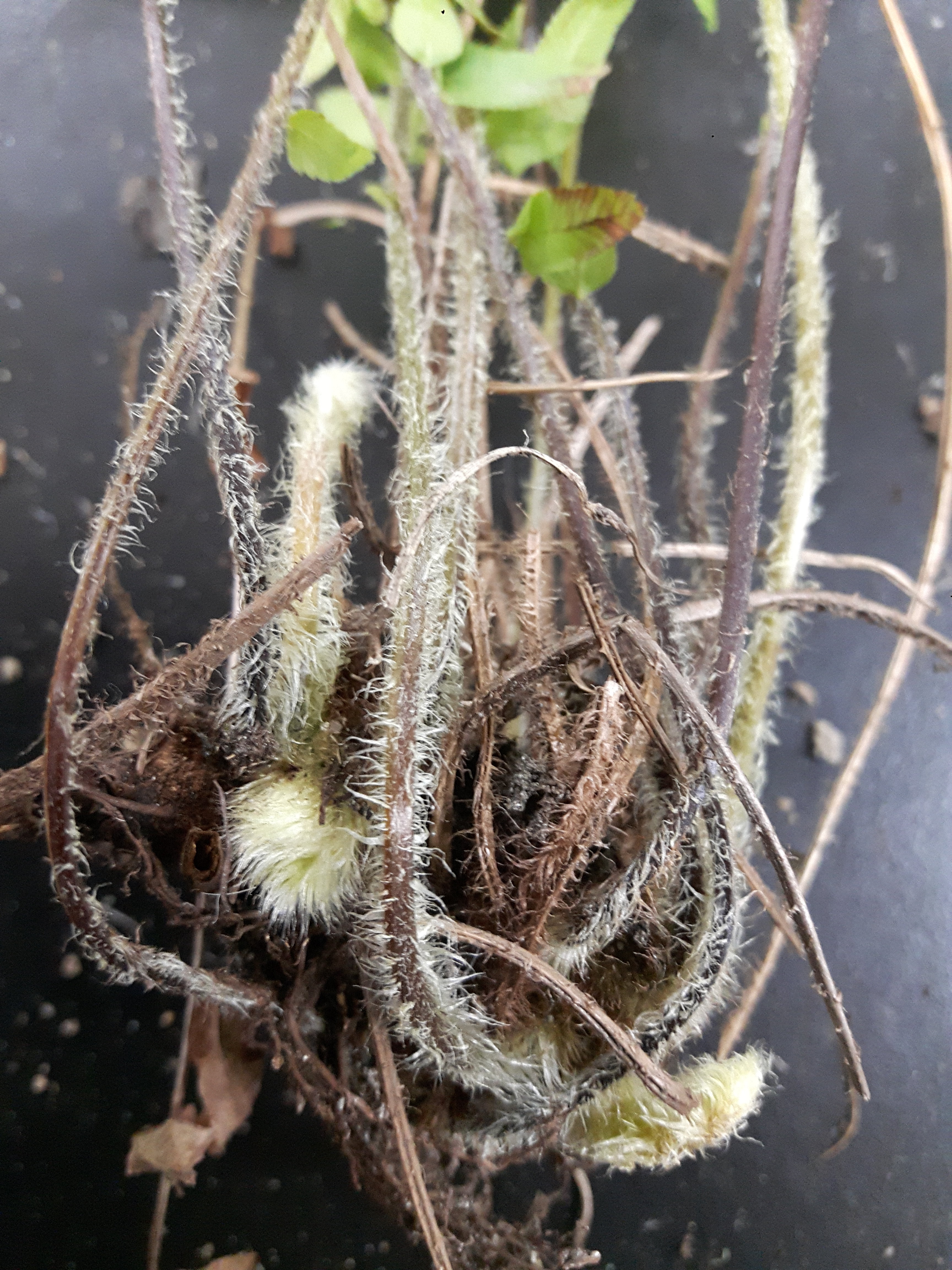
根莖
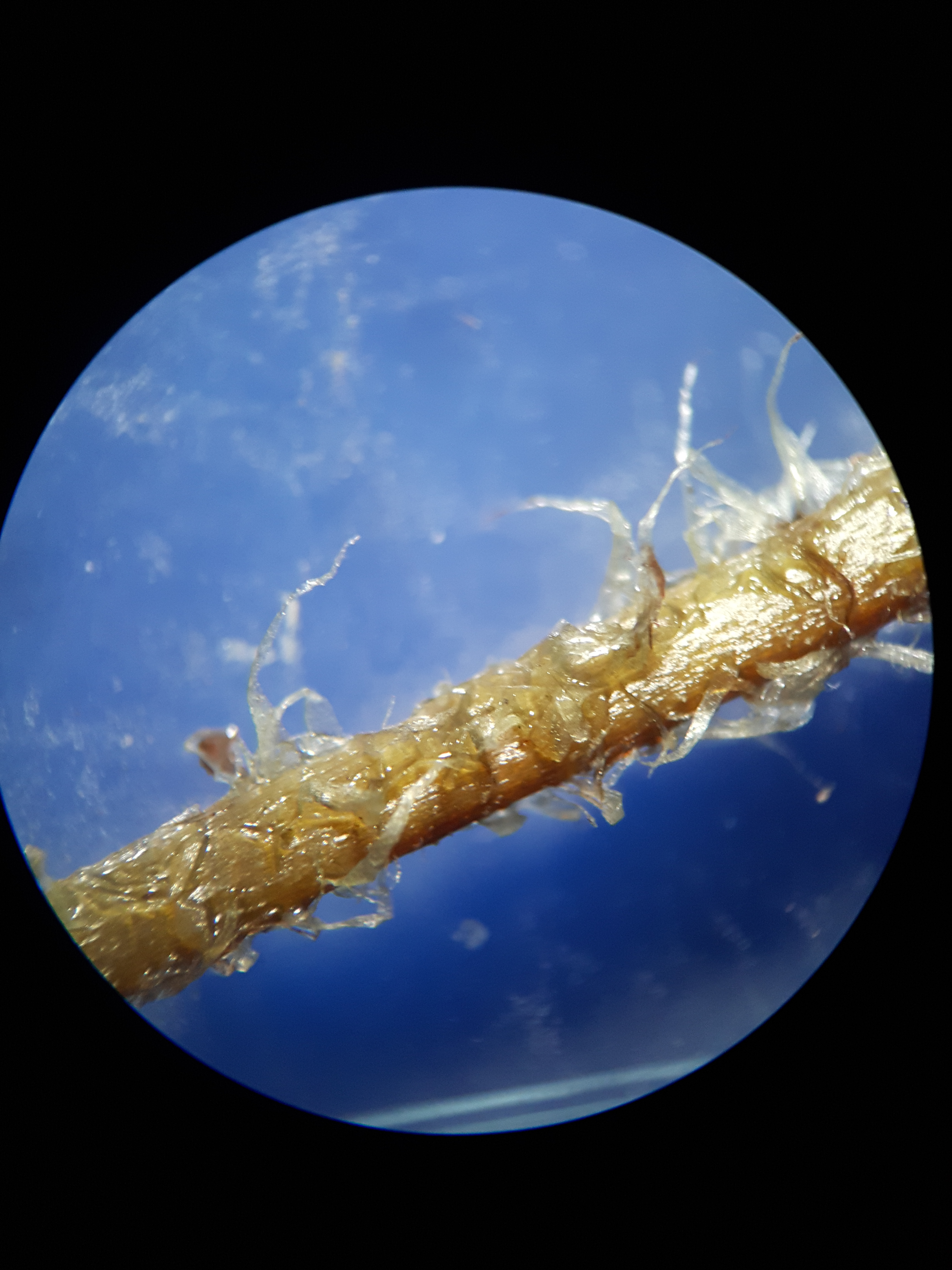
鱗片

### 葉
葉柄3~25cm，密布與根莖相同之鱗片；一回羽狀複葉，長25~70cm，寬10~25cm，最寬處在整片葉子中上段；頂羽片明顯且較長，與側羽片同形，下段靠基部羽片逐漸縮短；羽片葉緣細鋸齒，葉脈單一或分岔，不具假脈，羽片葉基心形且無柄。

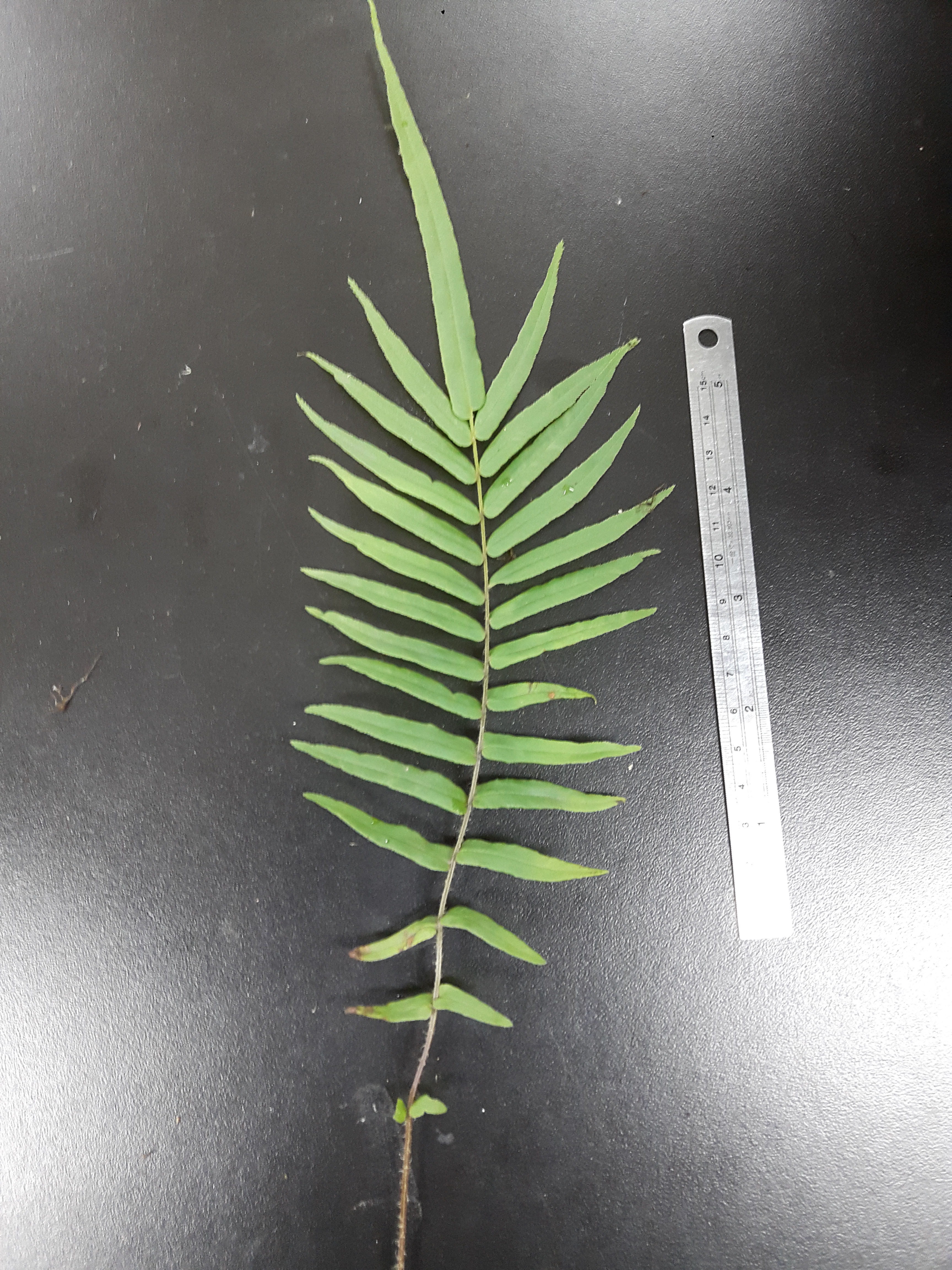
葉

### 孢子囊群
孢子囊群為長線形，排列在羽片兩側邊緣處，且具有葉緣反捲之假孢膜保護構造。

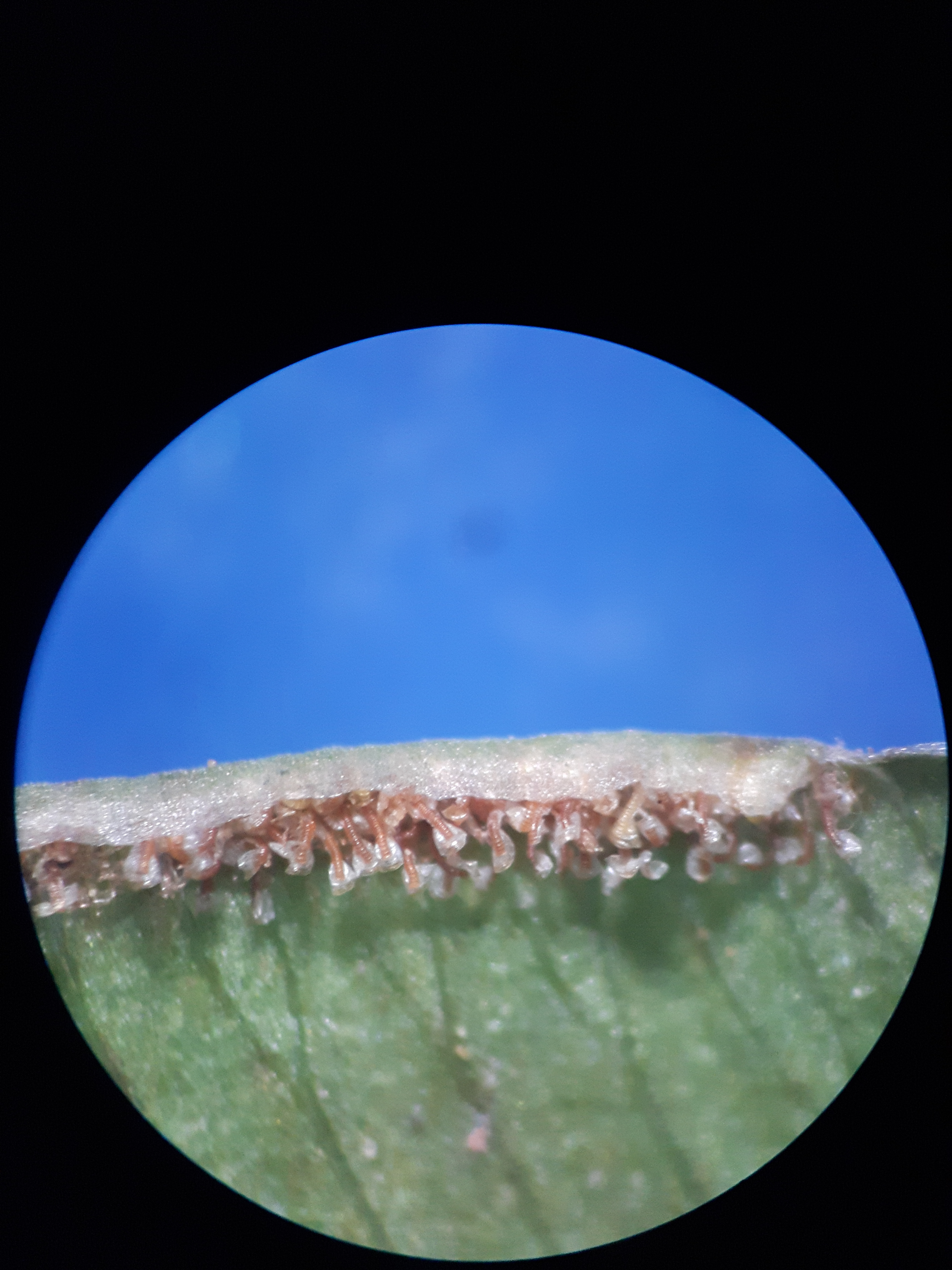
孢子囊群與假孢膜

## 分布
亞洲及非洲的熱帶及亞熱帶地區，台灣全島低海拔開發地區常見。

## 種下階級
目前本種共計4亞種：
- Pteris vittata subsp. emodi Fraser-Jenk.
- Pteris vittata notho subsp. nayariana Fraser-Jenk., S.C.Verma & Khullar
- Pteris vittata subsp. vermae Fraser-Jenk.
- 指名亞種 Pteris vittata subsp. vittata